# Чифте хамам (Скопие)
Вижте пояснителната страница за други значения на Чифте хамам.
Чифте хамам (на македонска литературна норма: Чифте амам) е османска баня, превърната в художествена галерия в Скопие, Република Македония.
Намира се в Старата скопска чаршия и заедно с Мурат паша джамия и Сули хан образува единствената останала „ислямска тройка“ на чаршията и въобще в Скопие. Чифте хамам днес се използва като художествена галерия и в него е разположена част от колекцията на Националната художествена галерия на Македония.

## Имена
Хамамът е получил името си от турската дума „чифт“ (на турски език: çift, двойка), защото обектът спада към групата на двойните хамами. В чест на строителя на хамама Иса бег Исакович, хамамът е известен и под името „Хамам на Иса бег“, а известният османски пътешественик Евлия Челеби го нарича „Нов хамам“.

## История
Хамамът е построен през втората половина на XV век като завещание на Иса бег Исакович. За първи път се споменава във вакъфнамето на Иса бег джамия през 1531 година. Обектът е частично разрушен при земетресението в Скопие през 1963 година. След като е обновен, днес представлява художествена галерия. В обекта се намира и част от експозицията на Националната художествена галерия на Македония.

## Архитектура
Обектът е рядък пример на Балканите за хамам с голяма архитектурна стойност, която днес не се забелязва много, понеже хамамът е почти изцяло заобиколен от дюкяни. Той представлява монолитна сграда и при строежа му особено се запазва неговото функционално единство и външната му облицовка. Построен е от камък, тухли и хоросан. Съдържа два по-големи купола и повече по-малки. Състои се от две части, мъжка и женска, и оттам е получил името си „чифте“, т.е. „двоен“ хамам. За разлика от другите двойни хамами, мъжката и женската част на Чифте хамам се обединяват в една част за къпане.